# Művelődéstörténeti Tanulmányok
Művelődéstörténeti Tanulmányok – a Kriterion Könyvkiadó kiadásában elindított könyvsorozat. Két kötete jelent meg (1979, 1980). Célkitűzéseire Jakó Zsigmond bevezetőjében így utal: "A romániai történettudomány magyar nemzetiségű művelői előtt legsürgősebb feladat megteremteni az előfeltételeket ahhoz, hogy a magyar olvasóközönség belátható időn belül tudományos igényű összefogó képet kaphasson saját nemzetiségi múltjáról, arról, amivel az ő elődei segítették az ország haladását." Evégett hoz létre a Művelődéstörténeti Tanulmányok kiadása keretet mind a tervszerű történeti forrásfeltárás és részletkutatás, mind a szakmai utánpótlás biztosítása számára.

## Az első kötet
Az első kötet Csetri Elek, Jakó Zsigmond és Tonk Sándor történészek szerkesztésében a magyar rovásírásos emlékektől kezdve a magyar mezőgazdasági szakoktatás 19. századbeli bevezetéséig bepillantást enged a kolozsmonostori hiteleshely működésébe, a magyar-szász érintkezés nyomdai, irodalmi és nyelvi vonatkozásaiba, közöl zenetörténeti, ötvösművészeti és építészeti adalékokat, s utat tör a magyar-román vallási kapcsolatok megismerése felé. Itt jelenik meg Kiss András Gheorghe Şincai, a forrásgyűjtő c. tanulmánya, Sebestyén Kálmán értekezése Kalotaszeg népoktatásáról a 15. századtól 1848-ig és Szabó Miklós tanulmánya: Az erdélyi falujegyzői intézményről.

## A második kötet
A második kötet szerkesztői közt az első kötet szerkesztői mellett negyedikként Sipos Gábor is szerepel. Benkő Elek itt a középkori falu régészeti kutatásával, két tanulmány könyvtártörténettel foglalkozik: György Lajos a régi Lyceum-könyvtárt, Lakó Elemér a kolozsvári Unitárius Kollégium könyvtárának kéziratait mutatja be. Kiemelkedik B. Nagy Margit Kalotaszegi táblaképek c. tanulmánya, Kovács András alaprajzokkal illusztrált közlése az erdélyi olaszbástyás várkastélyokról s Köllő Károly Nicolae Bălcescu és latin nyelvű magyar forrásai c. dolgozata. Iskolatörténeti írások szólnak a marosszéki népoktatás sok százados múltjáról, a nagyenyedi Bethlen Gábor Kollégium ének- és zenekultúrájáról, a kézdivásárhelyi magyar diákszínjátszásról s erdélyi diákok külföldi egyetemjárásáról.
A köteteket ismertető K. Kiss Gyöngy hangsúlyozza, hogy "e kötetek annyiban is teljesek, hogy nemcsak az erdélyi magyar nemzetiség múltjáról, hanem a román nép és a hazai németség művelődési hagyatékáról is tudósítanak". Ennek ellenére az erőszakos asszimiláció szakaszába lépett nacionalista diktatúra cenzúrája a sorozat már nyomdakész harmadik kötetére (1984) nem adott engedélyt.